# The Knoll
The Knoll är en snöfri kulle i Antarktis. Den ligger i Östantarktis. Nya Zeeland gör anspråk på området. Toppen på The Knoll är 365 meter över havet.
Den högsta punkten i närheten är Kyle Hills, 2 600 meter över havet, 8 kilometer väster om Knoll.